# Azur Air (Німеччина)
Azurair GmbH, також Azur Air або Azur Air Germany —  колишня німецька авіакомпанія що здійснювала рейси з Німеччини до курортів, штаб-квартира розташована в Дюссельдорфі. Була заснована в 2016 році турецько-нідерландським туроператором Anex Tourism Group в рамках великого розширення на німецький ринок туризму. Припинила свою діяльність у вересні 2018 року. 

## Напрямки
напрямки на червень 2017 року:
Домініканська республіка
- Пунта-Кана (аеропорт)

Єгипет
- Хургада (аеропорт)
- Марса-Алам (аеропорт)

Німеччина
- Берлін-Шенефельд
- Дюссельдорф (аеропорт) базовий

Греція
- Родос (аеропорт)

Іспанія
- Пальма-де-Мальорка (аеропорт)

Туреччина
- Анталія (аеропорт)

## Флот
Флот на квітень 2018:
| Тип              | В дії | Замовлено | Пасажирів | Примітки                             |
| ---------------- | ----- | --------- | --------- | ------------------------------------ |
| Boeing 737-900ER | 1     | 1         | 215       | Мають бути передані Azur Air Ukraine |
| Boeing 767-300ER | 2     | —         | 334       | 2                                    |
| Разом            | 3     | 1         |           |                                      |